# ハリム・プルダナクスマ
 空軍少将アブドゥル・ハリム・プルダナクスマ （1922年11月18日  - 1947年12月14日）は、 ハリム・プルダナクスマの名で有名なインドネシアの飛行士であり、インドネシア国家英雄である 。 

## 経歴
ハリム・プルダナクスマは1922年11月18日にオランダ領東インドのマドゥラ島 Sampang で生まれた。　原住民学校の小学校と中学校に通学した後、 彼はマゲランの現地人官吏養成学校に入学した。 しかし、彼は2年目に退学してスラバヤ海軍士官学校に入学し、オランダ植民地政府の義勇兵募集に応えた。 　士官学校を終えた後、彼はオランダ東インド海軍（英語）の情報部門でいくばくかの時を過ごした。 
日本帝国がインドネシアに侵攻した1942年、これに備えて訓練されてきたハリムは英国本土に居て、王立カナダ空軍で航法の訓練を受けており、この一環として欧州全域で44回の作戦に従事した。これには、ナチス・ドイツ爆撃のためのAvroランカスター操縦を含んでいた。   
第二次世界大戦の終戦後、ハリムは新しく独立したインドネシアに戻った。　彼は初期の軍事部門（人民治安軍 Tentara Keamanan Rakyatと呼ばれた）に加わり、スルヤディ・スルヤダルマ准将の下で、Agustinus AdisuciptoやAbdul Rahman Salehと共に、インドネシア空軍の組織化を任された。 
1947年初頭、ハリムは空軍准将に昇進し、 西スマトラ州ブキティンギに空軍軍団を設立する任務を負った。この任務を完了するために、ハリムはオランダ軍によるスマトラ島の封鎖を突破した。  　将校のIswahyudiも基地の管理を手助けするよう任命された。　この時、スマトラのさまざまな航空部隊は陸軍によって個別に指揮されていた。ハリムとIswahyudiはこれらの航空部隊につき、彼ら自身の軍団への統合を進めた。
1947年8月17日、彼は空挺部隊をボルネオに率いた。同年12月、ハリムはIswahyudiと共に医療品受領のためタイに飛ぶよう命じられた。帰路、12月14日に、両名搭乗のアブロ アンソンは失速を起こし、英領マレーのタンジュン・ハントゥ郊外に墜落。両名とも死亡した。　ハリムの遺体は当初マレーシアのルムットに埋葬されたが、1975年にカリバタ英雄墓地 に改葬された。

## 死後
ハリム・プルダナクスマは1975年8月9日に大統領令063 / TK / 1975によってインドネシア国家英雄と宣言された。 　この宣言とともに、空軍少将に死後昇進した。  ジャカルタのハリム・プルダナクスマ国際空港は、彼の名にちなんで名付けられている。 